# Jethwa
Jethwa (o Jethva, Jaitwa Jethi or Kamari, Camari) è una dinastia del clan rajput dei Suryavanshi. La dinastia regnò sull'attuale regione indiana del Gujarat dall'VIII secolo a.C. sino alla metà del XX secolo d.C., quando l'India divenne indipendente.

## Origine

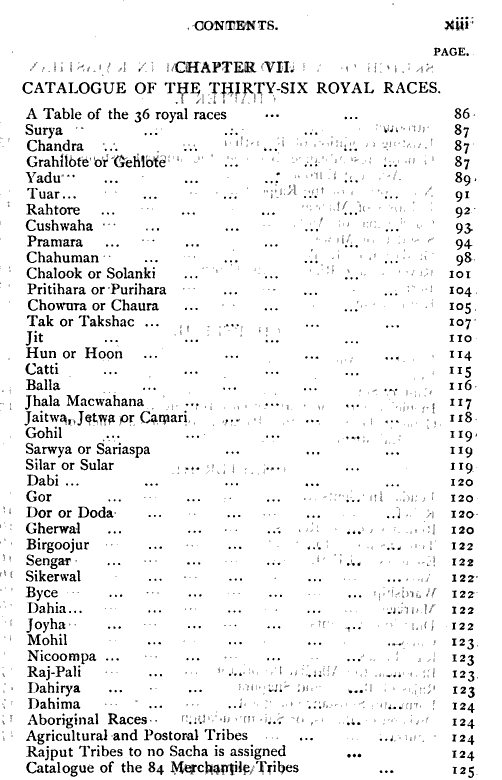
Elenco stilato nel 1829 dal colonnello Tod delle 36 razze reali tra cui figurano i Jaitwa, Jethwa e i Camari

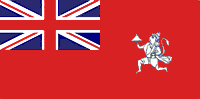
La bandiera mercantile dello stato principesco di Porbandar adottata dai regnanti Jethwa locali, mostrava l'immagine di Hanuman, da cui i Jethwas si ritenevano discendenti.

I Jethwa si dicevano discendenti da Makardhwaja, figlio di Hanuman, il quale appare nel racconto epico indù Rāmāyaṇa. Secondo la leggenda, Makardhwaja ebbe un figlio di nome Mod-dhwaja il quale a sua volta ebbe un figlio di nome Jethi-dhwaja, da cui appunto la dinastia prese il proprio nome.
Questi sono una dinastia del clan rajput dei Suryavanshi e sono una delle famiglie più antiche della storia del Rajput.
La Jethwa di Porbandar, inoltre, decise di utilizzare l'immagine di Hanuman sulla bandiera della propria marina mercantile adottata nel 1923. Anche lo stemma della famiglia mostrava la figura di Hanuman al centro.
Secondo gli studi compiuti dal capitano Wilberforce Bell tra i possibili antenati dei Jethwa potrebbero esserci degli sciiti provenienti dalla parte settentrionale dell'India. Gaurishankar Ojha, per contro, identifica i Jethwas come un ramo dei Pratihar di Kannauj.
Secondo altri studi, invece, i Jethwa sono originari dagli Agnikula o dagli Odak, rami dei Kshatriya. Secondo un'opinione ancora differente, sarebbero provenienti dall'area del Kashmir dove un principe, dopo aver perduto il proprio regno in patria, si sarebbe spostato presso Porbandar stabilendosi in loco con la benedizione di Harsidhhi Mata, il cui tempio si trovava a 35 km dalla città, presso Miani.
Secondo diversi storici, i Jethwa ebbero stretti legami con il popolo Mer da tempi immemorabili,

## Storia
I Jethwas stabilirono il loro primo centro di potere a Morvi nel 900 a.C., cambiandolo nel tempo con Shrinagar, Dhank, Chhaya, Ghumli, Ranpur ed infine stabilendosi definitivamente a Porbandar (dal 1685 al 1947). Furono i primi regnanti della regione di Saurashtra del Gujarat occidentale.
Jethwas fecero la loro prima comparsa a nordovest presso Sindh e Kutch in Saurashtra nel IX secolo a.C. e si distinguono quindi come uno dei clan più antichi della penisola. Tutti gli storici sono concordi nel ritenere che gli Jethwas siano stati i veri e propri fondatori della città di Morvi che anticamente era nota col nome di Mayurpuri, dal nome del fondatore, Mayur-dhwaja. Si spinsero quindi più ad ovest e catturarono Dwarka spostandosi poi verso i villaggi di Nagnah, Ghumli, Bhanvad, Chhaya, Dhank, Laodhva, Ranpur con colonie a Miani e Shrinagar sulla costa. Al tempo di Mahmud di Ghazni, i Jethwas controllavano tutta la parte occidentale e settentrionale del Kathiawar.
L'etnografo coloniale James Tod nel suo saggio del 1832 dal titolo The annals and antiquities of Rajastʾhan: or the central and western Rajpoot states of India include i Jethwa tra le "36 razze reali" dell'India antica e li indica coi nomi alternativi di Jethwa o Jaithwa e Camari. A sua volta lo stesso Tod fece derivare questa dinastia dai Kanwar che sino all'VIII secolo si trovavano nella penisola indiana, dal momento che molti monarchi della dinastia Jethwa utilizzarono il suffisso Kanwar dopo il loro nome.
Sangaji fu il regnante Jethwa dal 1120 al 1150, che sconfisse l'esercito di Virdhaval Vaghela, (il fondatore della dinastia Vaghela) presso Morvi nel 1125. Virdhaval, sconfitto, sposò sua figlia e consegnò il titolo di rana a Sangaji Jethwa, titolo che questi mantennero trasmettendolo di padre in figlio sino alla morte senza eredi dell'ultimo rana, nel 1979.
I Jethwas persero Morvi quando vennero sconfitti dall'esercito invasore di Qutb-ud-din Aibak nel 1193. I Jethwas si spostarono quindi verso Nagnah e poi verso Ghumli, con Sal Kumar. I regnanti di Ghumli vennero definiti anche Kumarants dal nome del fondatore del ramo.
Ghumli divenne così la seconda capitale dichiarata della dinastia Jethwa dal 1220 quando rana Shiyaji non decise di spostare la capitale definitivamente da Shrinagar Ghumli rimase capitale sino al 1313, quando rana Bhanji Jethwa, sconfitto in guerra, venne costretto ad abbandonare Ghumli ed a spostarsi a Ranpur. Si disse che Ghumli venne distrutta nell'occasione. Il clan Jadeja Jam Unaji (Jam Unad) di Jadeja proveniente da Sindh, attaccò Ghumli nel 1309 ma venne sconfitto nel 1313 dal figlio Jam Barmaniyaji Jadeja (Jam Bamanioji). La notte stessa della distruzione di Ghumli la dea Ambaji venne in sogno a Bamanioji e gli disse che, dal momento che ella aveva concesso il suo favore ("Asha") a suo padre per conquistare Ghumli, lui avrebbe dovuto costruire un tempio in suo onore. Barmaniyaji costruì pertanto il tempio di Ambaji sulla collina in centro a Ghumli che divenne poi noto come Ashapura Mata.
Rana Bhan Jethwa venne costretto a fuggire da Ranpur, dove pose la sua nuova capitale e dove conquistò nuovi territori.
Nel 1525–35 Jam Raval conquistò gran parte di Halar dai Jethwas e da altri regnanti rajput come i Chawdas, i Dedas ed i Vadhels. Il figlio di Jam Ravalji, ad ogni modo, diede sua figlia in sposa al regnante Jethwa di Khimooji. Il figlio di Jam Ravaljis, Jam Sataji, uccise suo nipote Jethwa Ramdevji IV con una cospirazione ed annetté ulteriori territori a quelli governati dalla dinastia Jethwa. Questo portò ad una forte inimicizia tra i Jethwa e gli Jams, che proseguì per i successivi trecento anni. Shri Khimoji II Bhanji Jethwa, Rana di Chhaya, figlio primogenito di Rana Shri Bhanji Ramdevji Jethwa, Rana di Ranpur, fondò lo stato di Chhaya, dopo l'espulsione da Ranpur nel 1575. Durante questo periodo storico particolarmente turbolento per la dinastia Jethwa, u Mer vennero nuovamente in aiuto e protezione dei Jethwa aiutandoli a riprendere i territori da loro perduti. Dopo la sconfitta degli Jam nel 1525 il regnante Jethwa si portò a Chhaya. Successivamente, Rani Kalabai, vedova dell'ultimo Rana, Bhanji, riuscì a raccogliere un esercito composto da Mer e Rabari e riprese con l'uso delle armi i territori sottratti al marito.
Nel 1671 Rana Vikmatji Khimoji Jethwa prese possesso di Porbandar dall'impero moghul e vi costruì un forte di difesa. Prese poi anche possesso del forte di Madhavpur. Pur morendo a Porbandar, la capitale rimase comunque a Chhaya. Fu suo figlio Rana Saratanji II che decise di spostare definitivamente la capitale a Porbandar nel 1685. I Jethwa di Porbandar si allearono con gli inglesi dal 1807, divenendo quindi anche un protettorato britannico.
Lo stato principesco di Porbandar ottenne un saluto onorifico a 13 colpi di cannone a salve. I regni di Rana Bhavsinhji Madhavsinhji (1900–1908) e Rana Natwarsinhji (1908–1979), entrambi Maharaja of Porbandar, elevarono notevolmente l'importanza dello stato dopo le diverse lotte interne alla famiglia che lo avevano indebolito nel XIX secolo. Porbandar rimase la capitale dei possedimenti di Jethwa sino all'unione dello stato con l'Union of India e l'ottenimento dell'indipendenza indiana il 15 agosto 1947.

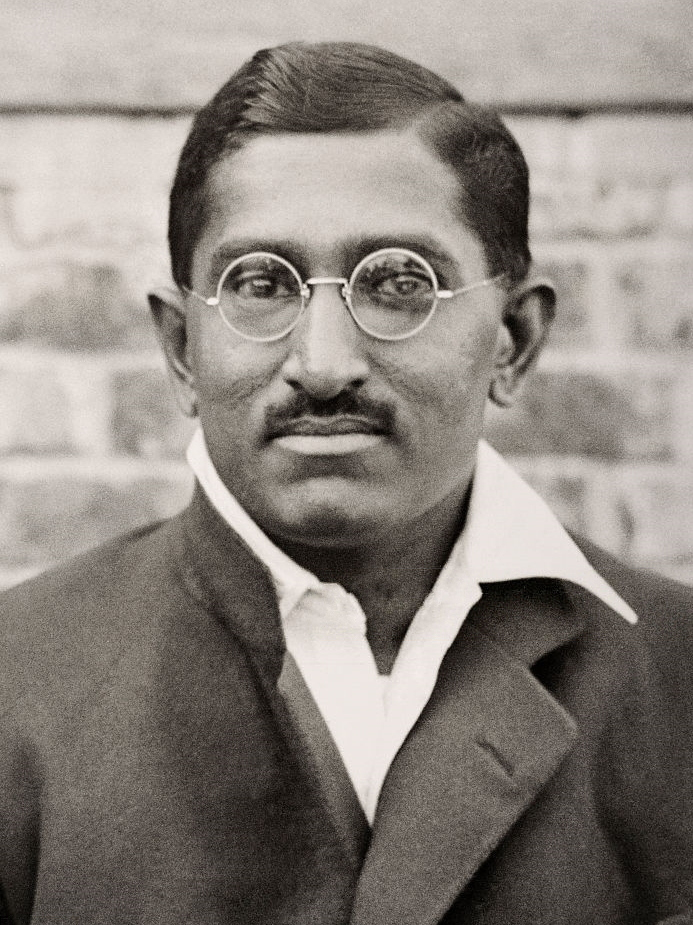
Il tenente colonnello maharaja rana shri sir Natwarsinhji Bhavsinhji Sahib Bahadur, maharaja di Porbandar, ultimo regnante della dinastia Jethwa.

L'ultimo rana e regnante della dinastia Jethwa di Porbandar, Shri Natwarsinhji, morì nel 1979. Prima di lui era premorto nel 1977 il suo erede, il principe Udaybhansinhji Natwarsinhji Jethwa, senza eredi, lasciando così a morire la casata dopo più di 2000 anni.
Il nonno di Mohandas Karamchand Gandhi, Uttamchand Gandhi e poi il padre – Karamchand Gandhi e lo zio – Tulsidas Gandhi, furono Dewan del rana di Porbandar.